# (2495) Noviomagum
(2495) Noviomagum es un asteroide perteneciente al cinturón interior de asteroides descubierto el 17 de octubre de 1960 por Ingrid van Houten-Groeneveld, Cornelis Johannes van Houten y Tom Gehrels desde el observatorio del Monte Palomar, Estados Unidos.

## Designación y nombre
Noviomagum se designó al principio como 7071 P-L.
Más adelante, en 1984, fue nombrado en referencia al Instituto Astronómico de la Universidad de Nimega con el nombre latino de la localidad neerlandesa de Nimega.

## Características orbitales
Noviomagum orbita a una distancia media de 1,918 ua del Sol, pudiendo acercarse hasta 1,721 ua y alejarse hasta 2,114 ua. Su excentricidad es 0,1025 y la inclinación orbital 21,12 grados. Emplea en completar una órbita alrededor del Sol 970,1 días.
Noviomagum forma parte del grupo asteroidal de Hungaria.

## Características físicas
La magnitud absoluta de Noviomagum es 15,1 y el periodo de rotación de 6,645 horas.